# Supercoupe des Pays-Bas masculine de volley-ball
La Supercoupe des Pays-Bas masculine de volley-ball est une compétition de volley-ball qui oppose, depuis sa création en 1992, le champion en titre et le vainqueur de la coupe des Pays-Bas.

## Palmarès
| - 1992 : Autodrop Geldrop - 1993 : Piet Zoomers Apeldoorn - 1994 : Rentokil Zevenhuizen - 1995 : Piet Zoomers Apeldoorn - 1996 : Piet Zoomers Apeldoorn - 1997 : Remote Zwolle - 1998 : Remote Zwolle - 1999 : Remote Zwolle - 2000 : Piet Zoomers Apeldoorn - 2001 : Piet Zoomers Apeldoorn - 2002 : Omniworld Almere - 2003 : Omniworld Almere - 2004 : Omniworld Almere - 2005 : Ortec Nesselande Rotterdam - 2006 : Orion Volleybal Doetinchem - 2007 : SV Dynamo Apeldoorn - 2008 : SV Dynamo Apeldoorn - 2009 : Ortec Nesselande Rotterdam - 2010 : SV Dynamo Apeldoorn - 2011 : Orion Volleybal Doetinchem | - 2012 : Landstede Volleybal - 2013 : Landstede Volleybal - 2014 : Landstede Volleybal - 2015 : VV Lycurgus - 2016 : VV Lycurgus - 2017 : VV Lycurgus - 2018 : VV Lycurgus - 2019 : Orion Volleybal Doetinchem - 2020 : VV Lycurgus - 2021 : |  |